# Beato de Zamora

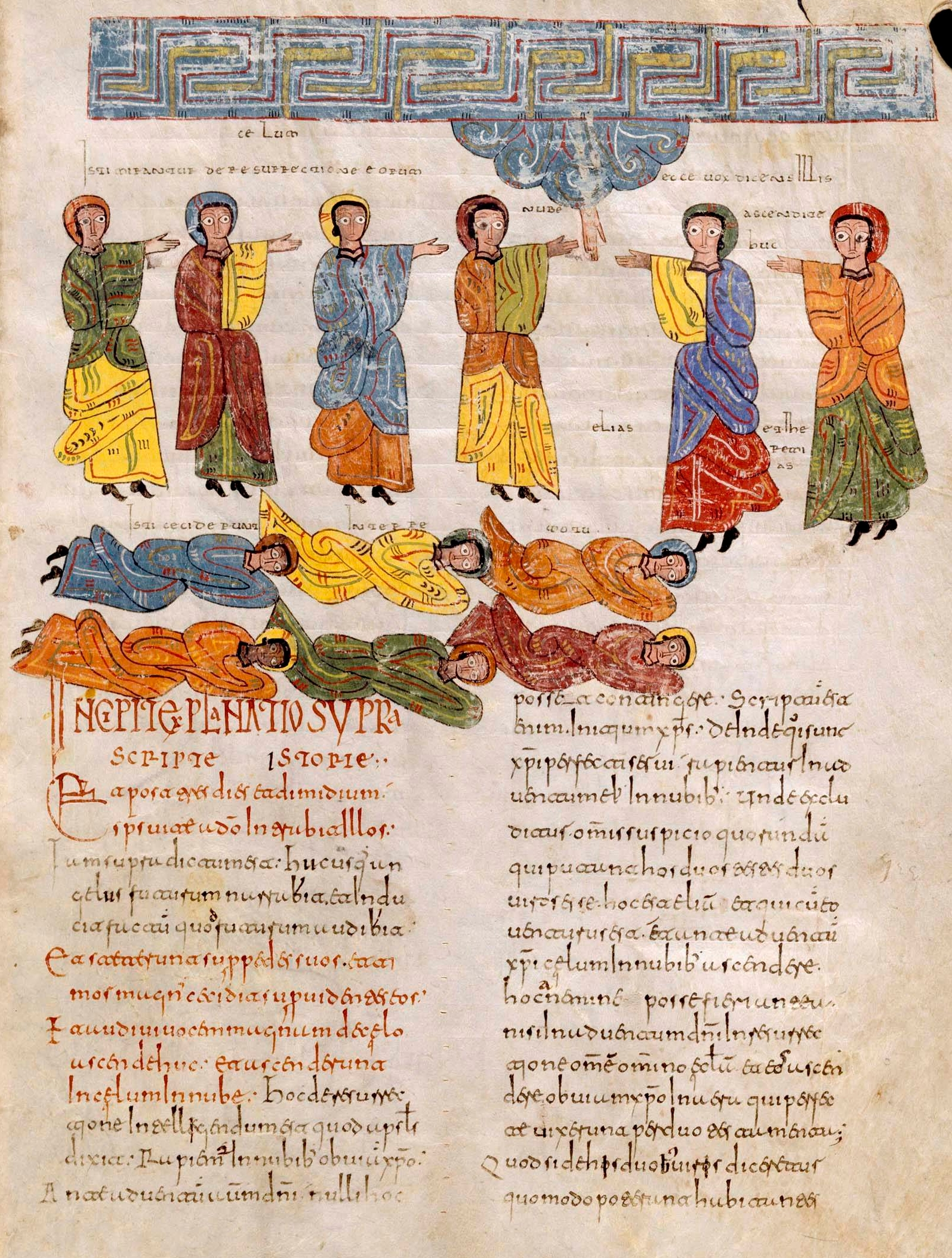
Folio 107r miniado del Beati in Apocalipsin libri duodecim. Vitr-14/1. Escritura visigótica. 144 folios en pergamino a dos columnas, de 33 a 35 líneas por página. Miniatura mozárabe. Procedente de la biblioteca de Serafín Estébanez Calderón y de San Millán de la Cogolla.

El Beato de Zamora es un manuscrito que contiene el Comentario al Apocalipsis atribuido a Beato de Liébana. Solo se conservan dos fragmentos (fragmentos 276 y 277 del Archivo histórico provincial de Zamora) escritos en escritura visigótica, que pueden datarse en la primera mitad del siglo X. Es, por lo tanto, cercano a los de Tábara, Gerona, y Monasterio de San Miguel de Escalada.
Aunque el beato era iluminado con imágenes, los fragmentos conservados no contienen ninguna. En su largo recorrido desde el scriptorium señalado como punto de origen, el del Monasterio de San Martín de Castañeda hasta su ubicación actual, que data de 1961, hay un paso por un uso menos digno, el de ser reutilizado para encuadernar un libro de escrituras.